# Plesioneuron prenticei
Plesioneuron prenticei är en kärrbräkenväxtart som först beskrevs av Carr., och fick sitt nu gällande namn av Holtt. Plesioneuron prenticei ingår i släktet Plesioneuron och familjen Thelypteridaceae. Inga underarter finns listade.